# Secagem de madeira ao ar livre
A secagem da madeira é uma etapa fundamental no processo industrial, o processo permite o aumento da estabilidade dimensional, a redução da massa e consequentemente economia no transporte, a melhoria das condições de colagem e impregnação de preservativos, o aumento da resistência mecânica e durabilidade natural.
A secagem ao ar livre, ou ainda secagem natural é um processo no qual a madeira é exposta as condições atmosféricas para a retirada de água do seu interior, sendo considerado o processo mais simples. Trata-se do método mais antigo de reduzir o teor de umidade da madeira, caracteriza-se por ser um processo lento e que não permite o controle das variáveis do ambiente (temperatura e umidade relativa do ar), sendo essas os fatores mais importantes do processo de secagem e que pode interferir na qualidade do material de acordo com a destinação final.

## História
Em meados da Idade Contemporânea, que teve seu início no final do século XVIII até a atualidade ocorreram grandes desenvolvimentos científico e industrial. Nesta época, aconteceram descobertas e avanços tecnológicos que trouxeram auxílio substancial no progresso da transformação da madeira, tanto na técnica que envolve o maquinário de transformação (medição, corte, colagem, etc.) como também no processo da secagem em si. Pesquisadores e cientistas inventavam seus aparelhos e os utilizavam para o crescimento de vários setores produtores.
Ao longo dos séculos, a arte de secar a madeira foi sendo desenvolvida junto com as descobertas científicas e tecnológicas, com a associação de conhecimento elétrico e mecânico, chegando-se ao que temos hoje em dia. As razões fundamentais para secagem da madeira são: melhorar a estabilidade dimensional; redução de peso; possibilitar o processamento secundário; assegurar um melhor desempenho em uso de seus produtos, chegando-se ao que temos hoje em dia nos mas modernos tipos de secagem.

## Vantagens e desvantagens
As vantagens da secagem ao ar livre consistem da mesma não necessitar de mão-de-obra especializada, além de terem baixos custos. É possível através da adoção de procedimentos racionais, obter-se o máximo das condições ambientais. As práticas racionais desse processo resultam em menores tempos de secagem, peças de madeira com umidades mais uniformes e madeira de melhor qualidade, com o mínimo de defeitos.  Normalmente a madeira situada na parte alta e nas partes laterais das pilhas, por estarem mais expostas ao ar e a radiação solar a secagem é mais rápida.
Entre as desvantagens da secagem ao ar livre está o aumento do tempo de secagem da madeira, onde durante esse tempo o capital fica imobilizado além de da madeira ficar propícia a riscos de degradação ou perda por ataques de agentes xilófagos, incêndios e eventos externos.
Outra desvantagem está na destinação da madeira seca ao ar livres, pois pode não ser suficiente para certos usos, como a confecção de móveis e assoalhos, devido a umidade final atingida pela madeira depender das condições climáticas da região onde se realiza a secagem.

## O processo de secagem - como funciona

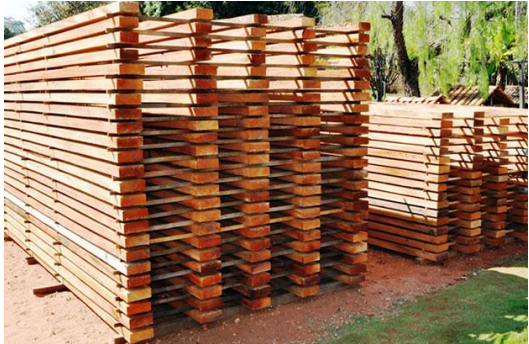
Secagem natural ou ao ar livre

Alguns cuidados devem ser tomados para sua execução.  O primeiro diz respeito à escolha do pátio de secagem. Deve ser um local alto e plano, com boa drenagem do solo. A madeira deve ser empilhada com espaçamento entre as peças feito por meio de tabiques de alta durabilidade natural ou, então, adequadamente tratados. Este espaçamento proporcionará a livre circulação do ar que permitirá a remoção da água. As pilhas devem ser dispostas perpendicularmente aos ventos dominantes da região, permanecendo de 30 cm a 40 cm do solo, sem a proximidade de vegetação capaz de facilitar a propagação de micro-organismos.
O pátio de secagem ao ar livre geralmente se situa próximo ao local onde a madeira foi processada, por questões de custo de transporte. Esse local deve ser alto e plano para favorecer a ventilação, facilitar o empilhamento e a movimentação. Ainda, deve ser bem drenado, sem árvores, arbustos ou construções que possam impedir a incidência direta dos raios solares ou a circulação dos ventos e ainda ausente de corpos de água que possam saturar o ar.
A distribuição das pilhas no pátio varia de acordo com o tipo de madeira a ser seca. É aconselhável uma distância menor entres as pilhas para madeiras que exigem menores velocidade de secagem, evitando o aparecimento de defeitos como rachaduras e empenamentos.
Os principais tipos de pilhas que podem ser utilizados para a secagem da madeira ao ar livre são: Pilha gradeada, em tesoura e em gaiolas.
Nas pilhas gradeadas cada camada de peças de madeira é separada da outra por uma linha de tabiques. Cada camada suporta o peso daquelas depositadas acima, o que restringe assim o empenamento.

## Custos do processo
- TEMPO – processo lento que poderá durar vários meses;
- TABIQUE – utilizado para separar as pranchas, preferencialmente de alta durabilidade natural, ou então, adequadamente tratadas;
- PALETE – utilizado para não deixar as pranchas de madeira em contato direto com o solo
- MÃO-DE-OBRA – não necessita de mão de obra especializada;
- GRANDES ESPAÇOS – devido o modelo de organização necessitar de grandes espaços.

## Aplicação
A secagem ao ar livre pode não ser suficiente para certos usos, como a confecção de móveis e assoalhos, porque a umidade final atingida pela madeira depende das condições climáticas da região onde se realiza a secagem.